# Euphorbia franchetii
Euphorbia franchetii là một loài thực vật có hoa trong họ Đại kích. Loài này được B.Fedtsch. mô tả khoa học đầu tiên năm 1915.